# Urogonodes
Urogonodes és un gènere de papallones nocturnes de la subfamília Drepaninae.

## Taxonomia
- Urogonodes patiens Warren, 1906
- Urogonodes macrura Warren, 1923
- Urogonodes scintillans Warren, 1896
- Urogonodes clinala Wilkinson, 1972
- Urogonodes astralaina Wilkinson, 1972

## Espècies anteriors
- Urogonodes cervina Warren, 1923
- Urogonodes colorata Warren, 1907
- Urogonodes flavida Warren, 1907
- Urogonodes flaviplaga Warren, 1923
- Urogonodes fumosa Warren, 1923
- Urogonodes praecisa Warren, 1923